# Мягкая белорусизация
Мягкая белорусизация (бел. Мяккая беларусізацыя) — элемент внутренней политики Республики Беларусь с конца 2000-х и на протяжении всех 2010-х годов (частично продолжается в наши дни), направленный на постепенное увеличение присутствия белорусского языка, развитие национальной культуры и частичную дерусификацию.

## Предыстория
Российско-белорусский языковед Антон Сомин отмечал, что в период нахождения белорусских земель в составе Российской империи в городах говорили на польском, русском и идише. Белорусский оставался языком сельского населения, которое вплоть до 1970-х годов являлось большинством. Он был представлен рядом народных говоров, на основе которых в конце XIX — начале XX века сформирован современный литературный белорусский язык. Белорусы переходили на русский только для того, чтобы построить карьеру.
В период политики белорусизации 1920-х годов расширилось использование языка в общественно-политической и культурной сферах. С 1930-х ситуация постепенно стала меняться. На это повлияли и репрессии против белорусскоязычных «нацдемов», и выгода от использования русского для учёбы и работы. Впоследствии эта тенденция усугублялась. В 1960-х годах изучение белорусского в школе сделали факультативным, по желанию родителей. К 1980-м годам он маргинализировался, стал восприниматься как «язык колхозников». Но в конце десятилетия произошло «второе белорусское возрождение» на антисоветской и антикоммунистической волне.
В первые годы независимости белорусский являлся единственным государственным языком, вызывая тем самым недовольство у значительной части русскоязычного населения. Александр Лукашенко пришёл к власти в том числе как сторонник возвращения русского в общественную сферу. По итогу референдума 1995 года в стране установлены два государственных языка.

## В обществе
Как заявил российско-белорусский языковед Антон Сомин, в 2010-х произошёл всплеск интереса к языку. Специалист даже назвал этот период «третьим белорусским возрождением». Отмечено, что популярность белорусского среди городской молодёжи увеличилась, стали пользоваться спросом языковые курсы. Среди таковых — курсы Екатерины Кибальбич «Мова ці кава» 2013—2014 годов.
Ключевым в «мягкой белорусизации» стало максимально добровольное расширение практики и использования языка, поддержка, развитие и распространение белорусской культуры, сохранение и продвижение историко-культурного наследия, в том числе и через построение культурной политики в формате мягкой силы. Изначально явление зародилось как общественный процесс в рамках гражданской инициативы «Будзьма» в 2008 году. В январе 2011 года к ней присоединилась «Арт Сядзіба» с рядом мероприятий по популяризации белорусского языка и культуры, в том числе с масштабными «Днями вышиванки». Затем её поддержали бизнесмены. После аннексии Крыма и начала войны на Донбассе весной 2014 года подключилось и политическое руководство страны. Именно эти события привели к дополнительному осознанию ценности существования Беларуси как независимой страны и пониманию важности взаимосвязи между государством и языком.
В маркетинге стали чаще прибегать к использованию белорусского языка и оперированию к истории, традициям и культуре. Так, например, на белорусскоязычную рекламу перешли Renault, Tefal, Adidas.
В 2013 году сразу три банка (Технобанк, Белинвестбанк, БелВЭБ) выпустили корпоративные календари на белорусском языке на тематику культуры и истории. Последний с 2012 года полностью перешёл на белорусский язык в названиях кредитов, что нашло отклик у клиентов. Тем временем Gallina Blanca стала использовать слогон «З першай лыжкі», а компания Ford за пару лет до этого провела акцию «Добры Форд» для автомобилистов: три недели по будням они разыгрывали 35 литров бесплатного бензина среди тех, кто правильно и по-белорусски отвечал на вопросы одной из радиостанций.
Бренд «Аливария» в 2015 году провел серию мероприятий к юбилею мэра Минска конца XIX века Яна Кароля Чапского. Компания velcom провела серию открытых уроков белорусской литературы, во время которых учителями становились белорусские писатели, спортсмены и прочие представители белорусскоязычной общественности. В 2016 году бренд «Бульбашъ» запустил рекламную кампанию «Цмокі на новы лад». Компания предлагала для баров коктейли, созданные по мотивам образов героев белорусского фольклора — цмоков (драконов). Компания «Онега» подготовила рекламу с белорусской музыкой и озвучкой на белорусском языке.

## Государственный уровень
Первая волна «мягкой белорусизации» в правительственных кругах началась ещё в 2008—2010 годах, на фоне напряжённых отношений с Россией. Одним из главных её инициаторов во власти стал Павел Латушко, назначенный в июне 2009 года министром культуры. Он назвал белорусский язык приоритетным и перевёл на него министерское делопроизводство. В это же время принят Закон «О наименовании географических объектов» от 16 октября 2010 года. На основании документа наименования стали давать исключительно на белорусском языке, а на русском — указывать методом транслитерации. После выборов 2010 года «мягкая белорусизация» была заторможена вплоть до 2014 года, когда президент Александр Лукашенко произнёс речь на День Независимости по-белорусски. Есть несколько объяснений такому изменению. Сам глава государства сказал, что это предупреждение для тех, кто «замахивается на единство нации». Как считал депутат Александр Ярошевич, речь была попыткой дистанцироваться от России в связи с её ролью в войне на востоке Украины. Также данный поступок объясняется как попытка усилить национальную идентичность Беларуси через заигрывание с национально-ориентированными оппозиционными движениями.
Наблюдался сдвиг в отношении к историческим белорусским символам и событиям, вокруг которых имелись острые разногласия между истеблишментом и оппозицией, особенно к бело-красно-белому флагу и празднованию провозглашения Белорусской Народной Республики (Дня Воли). Два установленных в 2010-х памятника — Тадеушу Костюшко и князю Ольгерду — также рассматриваются как элемент усиления белорусской идентичности, в том числе противостояния «русскому миру». Другим наглядным примером стало изменение топонимики на улицах Беларуси. С середины 2010-х в Минске исчезли указатели на русском языке. Кроме того, надписи стали дублировать белорусской латиницей.
В документе «Доктрина информационной безопасности Республики Беларусь» от 2019 года говорится: «Белорусский язык вместе с конституционно закреплённым в государстве двуязычием содействует укреплению национального самосознания белорусского общества, формированию его духовности, расширению социальных функций и коммуникативных возможностей белорусского языка, его полному и всестороннему развитию вместе с другими элементами национальной культуры, выступает гарантом гуманитарной безопасности государства».

## Реакция в России
Подобные шаги вызывали критику со стороны российских деятелей. Сам Лукашенко на этот счёт заявил: «Безобразно слушать некоторые российские партизанские «языки», что у нас здесь чуть не мягкая белорусизация идёт, что у нас что-то другое происходит. Вот, что мы куда-то почти разворачиваемся». Российские критики рассматривали данные изменения как отказ Минска от поддержки интеграционной стратегии Беларуси и России. В то же время белорусские официальные лица указывали, что «мягкая белорусизация» не означает ни дистанцирования от Москвы, ни определённого поворота к Западу.

## После 2020 года
После протестов 2020 года ситуация сложилась спорной. Так, например, Белорусский ПЕН-центр опубликовал статью о тенденции усиления русификации в начале 2020-х. Аналогичные выводы высказывались и в других исследованиях. Однако, по мнению онлайн-издания «Политринг», политика «мягкой белорусизации» продолжалась. Очередным примером стало решение Белорусской железной дороги осуществлять трансляцию объявлений на всех станциях и остановках исключительно на белорусском языке с 1 апреля 2021 года.
С другой стороны, в обществе отмечалось некоторое увеличение популярности белорусского. Академия образования сообщала, что среди молодёжи родной язык становится всё более популярным, поскольку считается «маркером интеллигентности».
Как заявил Лукашенко в 2022 году, нужно, «чтобы белорусский язык знал каждый житель страны», так как он является отличительной чертой белорусского народа. Глава государства также добавил, что необходимо подтянуть белорусский до уровня русского, который в Беларуси и так знают лучше, и «нету здесь ничего антироссийского». Согласно президенту, речь абсолютно не идёт о «мягкой белорусизации».
В 2024 году глава Администрации Президента Дмитрий Крутой сообщил, что в стране растёт спрос на обучение на белорусском языке. В правительственных кругах обсуждалась возможность объявления будущего 2025 года Годом белорусского языка. В оппозиции ситуацию оценили иначе. Как писали в Белсат, школьное образование становится всё более русскоязычным, беларусскоязычные классы и школы, которые в основном в деревнях, закрываются, а в те, что ещё есть, родители боятся отдавать детей, чтобы не попасть под преследование.

## Комментарии
1. ↑  Впервые речь на белорусском на День Независимости он произнёс в 2002 году в ходе первых трений с Москвой[8].